# ضاحية حصة المبارك
ضاحية حصة المبارك تقع مباشرة على الخليج العربي في منطقة كان يوجد فيها قصر الشيخة حصة المبارك وزوجها الشيخ سلمان الحمود الصباح. ويعتبر البعض هذه المنطقة جزء من منطقة الدعية والبعض الآخر يعتبرها جزء من الشعب البحري. وحاليا يمكن اعتبارها منطقة منفصلة بعد أن تم طرح المنطقة في مزاد علني.
وأشرفت شركة مشاريع الكويت القابضة (كيبكو) عن بناء المشروع الذي يوفر تجربة سكنية وتجارية غير مسبوقة في الكويت بمساحة 227,000 متر مربع (2,440,000 قدم2)، بتكلفة تتراوح بين 2 إلى 2.5 مليار دولار أمريكي.
في حين تم منح عقد تطوير البنى التحتية إلى شركة الأحمدية للمقاولات والتجارة. حيث تم تخصيص نحو 50% منها للخدمات العامة والمرافق التي تتضمن الحدائق والمساحات العامة المفتوحة والساحات والشوارع ومواقف السيارات متعددة الأدوار والمرافق العامة. يجدر كذلك الذكر أن مساحة الحدائق والمساحات الخضراء ضمن المشروع تبلغ 23,400 متر مربع (252,000 قدم2).
تضم ضاحية حصة المبارك عشرات البنايات السكنية، والشقق الفندقية، وأنشطة تجارية متنوعة مثل المكاتب، العيادات الطبية والأندية الصحية والمطاعم والمقاهي حيث أن مساحة البناء الإجمالية تبلغ 381,000 متر مربع (4,100,000 قدم2) و تضم 82 قسيمة للبنايات السكنية.